# JetAudio
JetAudio (estilizado como "jetAudio") es un reproductor multimedia shareware para Microsoft Windows y Android, el cual ofrece opciones de reproducción avanzadas para una amplia gama de formatos de archivo multimedia.

Inicialmente lanzado en 1997, JetAudio es uno de los reproductores multimedia más antiguos para la plataforma Windows.
Aparte de la música y la reproducción de vídeo, JetAudio ofrece funciones tales como la edición de metadatos, CD RIP y grabación, conversión de datos, grabación de sonido y radio mediante broadcast. También incluye numerosos efectos de sonido. El comercial de la versión "Plus VX" de la aplicación incluye desbloqueado la mejora de sonido BBE desbloqueada, algoritmos y una amplia compatibilidad con varios formatos de archivo, así como la capacidad de transcodificación de más de 30 segundos de archivos de vídeo.
Con más de 21 millones de descargas totales, JetAudio Basic es el software más descargado en la categoría "music management software" en CNET Download.com.
Una copia de JetAudio es suministrada en un mini CD con cada reproductor de MP3 producido por Cowon, la fabricante coreana de electrónica de consumo responsable para el desarrollo de la aplicación.

## Interfaz
La interfaz de usuario de JetAudio tiene similitudes con el de (las versiones anteriores de) Winamp, ya que cuenta con ventanas independientes, por ejemplo, para la reproducción, las listas de reproducción y la biblioteca de música. Como Winamp, JetAudio también puede ser minimizado a la barra de herramientas (lo que Winamp lo llama como "Windowshade Mode") pulsando el botón "Modo de Barra de herramientas ON/OFF", botón situado en la esquina superior derecha de la Ventana Principal.
La interfaz se centra alrededor de un espectro de 10 bandas de visualización que se dobla como un ecualizador. Las diferentes implementaciones de este espectro de visualización se puede encontrar en la Ventana Principal, el Centro de Medios de comunicación, en la Ventana de Vídeo, en la Letra de la canción el Espectador y el Externo Espectro Visor.

### Ventanas
La interfaz de JetAudio se compone de las siguientes ventanas:
- La Ventana Principal (Main Window)
- El Centro De Medios De Comunicación (Media Center)
- La Ventana De Vídeo (Video Window)
- El Visor De La Letra De La Canción (Lyrics Viewer)
- El Exterior Del Espectro Visor (External Spectrum Viewer)

### Pieles
JetAudio cuenta con un número preinstalado de pieles "Default Gunmetal Grey”, “Default Silver”, “Default Silver Mini” y una versión anterior de "Default Silver" con un potenciómetro de estilo de control de volumen. Además de estos, hay cuatro aspectos que muestra la Ventana Principal como una barra.
Los usuarios son capaces de crear sus propias pieles utilizando el JetAudio Sking Development Kit (SDK) disponible para su descarga desde el sitio web de JetAudio
Algunas pieles se aplican a cada parte de la interfaz de usuario (incluyendo la Ventana Principal, Centro de Medios de comunicación, el Vídeo de la Ventana, la Ventana de lista de Reproducción y Letras de la Canción), mientras que otros (sobre todo en las pieles más antiguas) sólo puede afectar a la Ventana Principal.
Las pieles de JetAudio pueden ser descargadas por ejemplo, desde DeviantArt, Customize.org y en el foro de JetAudio.

## Características

### Soporte de formato de archivo
JetAudio soporta todos los principales formatos de archivo de audio y video incluyendo MP3, AAC, FLAC y Ogg Vorbis para el audio, y H.264, MPEG-4, MPEG-2, MPEG-1, WMV y Ogg Theora para el vídeo. También es compatible con varios formatos de "audiófilo" como de Audio Mono, True Audio, Musepack y WavPack.

### Efectos de sonido y mejoras
JetAudio cuenta con una amplia gama de efectos de sonido, incluyendo:
- Filtro de ecualización de 10 bandas
- Efectos de sonido de BBE.
- "X-Bass" y "X-Surround"
- "Wide"
- Revertir
- Estiramiento del tiempo
- Cambio de tono
- Una variedad inusual de efectos especiales, incluyendo:
  - "Flange"
  - "Invert Flange"
  - "Robot 1"
  - "Robot 2"
  - "Slow chorus"
  - "Please shift"
  - "Invert Phase Shift"

### Visualizador de música
Como muchas otras aplicaciones de reproductor de medios, JetAudio ofrece la opción de mostrar una visualización sincronizada con la música. JetAudio viene con tres plugins de visualización preinstalados: PixelTrip, Space y Synesthesia. Los plugins de visualización adicionales se pueden descargar desde, por ejemplo, Geisswerks, SoundSpectrum y morphyre.com.

## JetAudio para Android
El 24 de mayo de 2012, fue liberada la aplicación "JetAudio para Android".
Inicialmente, la aplicación de los mismos efectos de sonido BBE se encuentran en la versión de escritorio de JetAudio, pero estos fueron paulatinamente retirados en el lanzamiento de la versión 1.0.2, el 8 de junio de 2012, probablemente debido a problemas de licencia. Cowon no ha hecho ninguna declaración oficial sobre el asunto.
La aplicación ha sido elogiado por su interfaz de usuario, con uno de los revisores, se cita como "posiblemente uno de los mejores y la más amigable con el usuario que que la ha visto en un dispositivo Android".
Al igual que la versión de escritorio, JetAudio para Android está disponible como un servicio gratuito en la versión "Básica" y una versión de pago con el nombre de "Plus". Aparte de la eliminación de los banners de publicidad presentes en la versión Básica, la versión Plus dobla el número de bandas del ecualizador integrado, así como añadida la posibilidad de mostrar letras sin sincronización a la música.

## Historia
JetAudio fue lanzado por primera vez en julio de 1997.

### JetAudio 4
La interfaz gráfica de usuario de JetAudio 4 fue diseñada para parecerse a un estéreo bastidor de alta potencia y se instala con una pantalla de ecualizador y con un control remoto.

### JetAudio 5
JetAudio 5, lanzado en 2002, introdujo una revisión completa de la interfaz de usuario y con soporte para skins añadido.

### JetAudio 6
JetAudio 6 fue lanzado en 2004.

### JetAudio 7
JetAudio 7 (ahora también conocido como Cowon Media Center), fue la primera versión de JetAudio que incluye la mejora de algoritmo de BBE. El instituto de Nueva Zelanda "The Consumers" evaluó la versión Básica y señaló que "no tiene un plug-in compatible para Firefox", pero consideró que el rango de audio y los formatos de archivo el vídeo están "bien" compatibilizados.

### JetAudio 8
JetAudio 8 es la primera versión de JetAudio totalmente compatible con Windows 7. Algunas de las nuevas características de JetAudio 8 son:
- Soporte de conversión de archivos FLV Y MKV.
- Mejoras en las pieles
- Soporte de subtítulos DXVA
- Nueva método de asociación de archivo para Windows Vista y Windows 7
- Opción para la conversión de video PAL/NTSC

### JetAudio 8.1 Preview
JetAudio 8.1 Preview fue lanzado para su descarga en los foros de JetAudio el 16 de noviembre de 2011. Las nuevas características introducidas en esta versión son:
- Los menús de MC/lista de Reproducción se han cambiado
- Columna de número de reproducciones agregada en MC
- Posibilidad de cambiar la ruta de acceso de archivos en la biblioteca de medios/lista de reproducción (útil cuando se necesitan mover archivos a otra unidad/equipo)
- Conversión de etiquetas ID3:cambiar la etiqueta ID3 del conjunto de caracteres Unicode.
- Posibilidad de modificar la ruta de acceso del archivo al exportar a PLS/M3U
- Lista con Modo de Miniatura para MC/lista de Reproducción
- Pausa, mientras se realiza la conversión de audio

### JetAudio para Android
La versión paraAndroid de JetAudio fue lanzado el 24 de mayo de 2012.

## JetVideo
El 2 de mayo de 2011, Cowon anunció el lanzamiento de JetVideo, un reproductor de medios con las características que se superponen parcialmente en JetAudio. Al igual que JetAudio, depende de codecs externos (tales como los que figuran en el K-Lite Codec Pack) para algunos de sus decodificación de datos.